# Diaková
Diaková (em húngaro: Deákfalu) é um município da Eslováquia, situado no distrito de Martin, na região de Žilina. Tem 2,42 km² de área e sua população em 2018 foi estimada em 436 habitantes.

## Demografia
| Ano:        | 1994 | 2004   | 2014    | 2024    |
| ----------- | ---- | ------ | ------- | ------- |
| Broj ljudi: | 222  | 243    | 349     | 595     |
| Razlika:    |      | +9,45% | +43,62% | +70,48% |

| Ano:               | 2023 | 2024   |
| ------------------ | ---- | ------ |
| Número de pessoas: | 576  | 595    |
| Diferença:         |      | +3,29% |